# 葉良佩
葉良佩（1491年—1570年），字敬之，號海峰，浙江台州府太平縣人，明朝政治人物。

## 生平
治《詩經》，正德十一年（1516年）丙子科浙江鄉試第三十一名舉人，年三十三歲中式嘉靖二年（1523年）癸未科會試第三十三名，第三甲第八十六名進士。授新城县知县，改贵溪县。擢南京刑部四川司主事，轉升河南司郎中。卒年八十。著有《周易义丛》十六卷、《緑野青编》、《地理粹言》、《海峯堂前稿》十八卷、《太平县志》等。

## 家族
曾祖葉文旭。祖父葉雍。父葉釗。母符氏。慈侍下。
行一，弟良偶、良儲。有子恒先、恒光、恒允。